# Cimicodes pallicostata
Cimicodes pallicostata är en fjärilsart som beskrevs av Achille Guenée 1858. Cimicodes pallicostata ingår i släktet Cimicodes och familjen mätare. Inga underarter finns listade i Catalogue of Life.